# 美女♂men Z
美女♂men Z（びじょメンゼット）は、日本のロックバンド。ボーカルとしてタレントの桜塚やっくんが在籍していた。2010年結成、2016年5月21日解散。

## 概要
2010年、TBS音楽番組「Music Birth」の企画の中で、全員が男でありながら「ガールズバンド」を名乗るという異色のバンドとして結成された。結成当初は美女♂men Vlossomと名乗っていたが、2013年2月に美女♂men Zに改名された。
デビュー曲『恋のメタモルフォーゼ』はTHE ALFEEの高見沢俊彦がプロデュースし、レコチョクランキングで2位を獲得している。
2010年にSHAZNAの『Melty Love』をカバー。レコチョクで着うたが先行配信され、レコチョクウィークリーランキングで1位を獲得している。
バンドの初ライブは上海万博の「日本産業館」で行われた。
2013年9月にフランスで行われた「Tokyo Crazy Kawaii Paris」に参加。
2014年4月に行われた赤坂BLITZワンマン公演では1000人を動員している。
2014年7月にコラボ参加のボーカルの公開オーディションが開催され、小出翼に決定した。9月に台湾で行われた「Tokyo Crazy Kawaii Taipei」を始めとした各種ライブに参加。年末に発売予定のニューアルバムに参加予定である。
2015年3月4日～8日に主演ロックミュージカル「マジカル・リバース・ワールド」を公演、劇中の音楽も担当する。
2016年5月21日のワンマンライブ「美女♂men Last Stage〜六年の軌跡〜」をもって解散。

## メンバー
如月なつき（きさらぎなつき） - ギター
- Guitar（ギター）
- 本名 - 山瀬夏秋
- 埼玉県出身
- 血液型 - 0型
- 身長167cm
- 作詞作曲を手掛けている。

透ch（とおるちゃん） - シンセサイザー
- synthesizer（シンセサイザー）
- 本名 - 王透
- 台湾出身
- 血液型 - B型
- 身長163cm
- 作詞作曲を手掛けている。
- バンド歴 → Berallwarp Rheim(Ba Lily)→Sylmeria(Syn 美憂-みゆぅ-)→(とわいぬ。)(美憂)→Medi@lize(みゆ→透ch)→美女♂men Vlossom(遊鳥透ch)→美女♂men Vlossom、V.A.Project-闇執事-→美女♂men Z→オトトエイ
- 現在はクリエーターとして活動。

伊織殿（いおりどの） - ベース
現在は女装研究家TaiGa(たいが)としてSNSやYouTube活動をしている。
- Bass（ベース）
- 本名 - タイガ
- 兵庫県出身
- 血液型 - 0型
- 身長171cm
- ソロ活動とモデルと舞台俳優として活動。

小出翼（こいでつばさ） - ヴォーカル
- 本名 - 小出翼
- ロシア・モスクワ出身
- 血液型 - 0型
- 身長167cm
- 桜塚やっくんの後の新ヴォーカルを担当

### 旧メンバー
- 桜塚やっくん（さくらづかやっくん） - ヴォーカル。2013年に事故死したが、死去後も公式サイトのプロフィールにメンバーとして記載されていた。
- RUI（ルイ） - ドラム。2012年12月28日のワンマンライブにて脱退。後にfrom a novelのメンバーに加入するが、2014年12月14日にて解散。現在は音楽活動を引退し、結婚して2児の父親。不動産の仕事をしている。脱退後もメンバーとの交流をしていた。

### サポートメンバー
- 多時-taji- - ドラム

## 作品

### シングル
1. 美女♂Make Box ファンデ盤（2010年）
2. 美女♂Make Box シャドウ盤（2011年7月24日）
3. 美女♂Make Box ウォータープルーフ盤（2011年7月24日）
4. 美女♂Make Box オレンジチーク盤（2011年10月15日）
5. 美女♂Make Box ホワイトパウダー盤（2012年2月10日）
6. 勝利/SEXY NIGHT（2012年2月27日）
7. それぞれの絆 （2014年10月4日）

### アルバム
1. 美女♂menZ〜魔法のアルバム〜（2013年9月4日）
2. やっくんBEST（2014年3月5日）
3. くノ一忍法帖〜歌い手刺客の巻〜（2014年7月16日）